# Champions de France de natation en bassin de 50 m du 200 m 4 nages

## Messieurs

### 200 mètres 4 nages messieurs
Le 200 mètres 4 nages s'effectuait de 1920 à 1923 en brasse, dos, over arm stroke et nage libre.
| Championnat | Lieu                                | Athlète                                 | Naissance | Âge   | Club                                      | Temps                          |
| ----------- | ----------------------------------- | --------------------------------------- | --------- | ----- | ----------------------------------------- | ------------------------------ |
| 1920        | Paris La Villette, Bassin Niclausse | Henri Matter                            |           |       | SR Colmar                                 | 3 min 14 s 8 RF                |
| 1921        | Strasbourg                          | Robert Fleck                            |           |       | SN Strasbourg                             | 3 min 12 s 8 RF                |
| 1922        | Tourcoing                           | Aloïs Horny                             |           |       | SR Colmar                                 | 3 min 06 s 8 RF                |
| 1923        | Arras                               | Henri Padou                             |           |       | Enfants de Neptune de Tourcoing           | 3 min 05 s 6                   |
| -----       |                                     |                                         |           |       |                                           |                                |
| -----       |                                     |                                         |           |       |                                           |                                |
| 1963 hiver  | Marseille Piscine Vallier (25 m)    | Robert Christophe                       |           |       | Cercle des nageurs de Marseille           | 2 min 25 s 0                   |
| 1963 été    | Paris Georges Vallerey              | non disputé                             |           |       |                                           |                                |
| 1964 hiver  | Marseille Piscine Vallier (25 m)    | Alain Mosconi                           | 1949      | 15    | Cercle des nageurs de Marseille           | 2 min 24 s 6                   |
| 1964 été    | Clermont-Ferrand                    | non disputé                             |           |       |                                           |                                |
| 1965 hiver  | Marseille Piscine Vallier (25 m)    | Gilles Moreau                           |           |       | CN Brunoy                                 | 2 min 23 s 2                   |
| 1965 été    | Béziers                             | non disputé                             |           |       |                                           |                                |
| 1966 hiver  | Le Mans (25 m)                      | non disputé                             |           |       |                                           |                                |
| 1966 été    | Paris Georges Vallerey              | non disputé                             |           |       |                                           |                                |
| 1967 hiver  | Caen (25 m)                         | non disputé                             |           |       |                                           |                                |
| 1967 été    | Montélimar                          | Alain Mosconi                           | 1949      | 18    | Cercle des nageurs de Marseille           | 2 min 21 s 1                   |
| 1968 hiver  | Montreuil                           | non disputé                             |           |       |                                           |                                |
| 1968 été    | Aix-en-Provence                     | Michel Rousseau                         | 1949      | 19    | ASPTT Paris                               | 2 min 19 s 7                   |
| 1969 hiver  | Toulouse                            | Bernard Vicente                         |           |       | Racing Club de France                     | 2 min 21 s 3                   |
| 1969 été    | Le Mans                             | Alain Mosconi                           | 1949      | 20    | Cercle des nageurs de Marseille           | 2 min 21 s 3                   |
| 1970 hiver  | Aix-en-Provence                     | Patrick Haymann                         |           |       | Stade français                            | 2 min 23 s 0                   |
| 1970 été    | Paris Georges Vallerey              | Alain Mosconi                           | 1949      | 21    | Cercle des nageurs de Marseille           | 2 min 20 s 6                   |
| 1971 hiver  | Montreuil                           | Alain Mosconi                           | 1949      | 22    | Cercle des nageurs de Marseille           | 2 min 23 s 8                   |
| 1971 été    | Paris Georges Vallerey              | Alain Mosconi                           | 1949      | 22    | Cercle des nageurs de Marseille           | 2 min 18 s 7                   |
| 1972 hiver  | Rouen (25 m)                        | Michel Rousseau                         | 1949      | 23    | ASPTT Paris                               | 2 min 14 s 6                   |
| 1972 été    | Vittel                              | Pierre Baehr                            |           |       | Stade français                            | 2 min 16 s 8                   |
| 1973 hiver  | Paris Georges Hermant               | Michel Rousseau                         | 1949      | 24    | ASPTT Paris                               | 2 min 17 s 19                  |
| 1973 été    | Vittel                              | Michel Rousseau                         | 1949      | 24    | ASPTT Paris                               | 2 min 15 s 79 RF               |
| 1974 hiver  | Bordeaux                            | Patrick Moreau                          |           |       | R Nogent                                  | 2 min 16 s 71                  |
| 1974 été    | Paris Georges Vallerey              | Patrick Moreau                          |           |       | ASPTT Paris                               | 2 min 15 s 0                   |
| 1975 hiver  | Troyes                              | Patrick Moreau                          |           |       | R Nogent                                  | 2 min 17 s 10                  |
| 1975 été    | Paris Georges Vallerey              | Gilles Plançon                          | 1959      | 16    | AM Vittel                                 | 2 min 15 s 83                  |
| 1976 hiver  | Tarbes                              | Gilles Plançon                          | 1959      | 17    | AM Vittel                                 | 2 min 13 s 36 RF               |
| 1976 été    | Paris Georges Vallerey              | Gilles Plançon                          | 1959      | 17    | AM Vittel                                 | 2 min 13 s 71                  |
| 1977 hiver  | Rennes                              | Gilles Plançon                          | 1959      | 18    | AM Vittel                                 | 2 min 11 s 75 RF               |
| 1977 été    | Paris Georges Vallerey              | Gilles Plançon                          | 1959      | 18    | AM Vittel                                 | 2 min 10 s 68 RF               |
| 1978 hiver  | Lille                               | Gilles Plançon                          | 1959      | 19    | AM Vittel                                 | 2 min 11 s 50                  |
| 1978 été    | Laval                               | Gilles Plançon                          | 1959      | 19    | AM Vittel                                 | 2 min 12 s 88                  |
| 1979 hiver  | Nanterre                            | Bruno Moneron                           |           |       | Lille Université Club                     | 2 min 12 s 95                  |
| 1979 été    | Mulhouse                            | Gilles Plançon                          | 1959      | 20    | AM Vittel                                 | 2 min 12 s 20                  |
| 1980 hiver  | Bordeaux                            | Frédéric Delcourt                       | 1964      | 16    | Cercle des nageurs de Marseille           | 2 min 10 s 09 RF               |
| 1980 été    | Brive-la-Gaillarde                  | Gilles Plançon                          | 1959      | 21    | AM Vittel                                 | 2 min 10 s 73                  |
| 1981 hiver  | La Rochelle                         | Frédéric Delcourt                       | 1964      | 17    | Cercle des nageurs de Marseille           | 2 min 09 s 02 RF               |
| 1981 été    | Dunkerque                           | Frédéric Delcourt                       | 1964      | 17    | Cercle des nageurs de Marseille           | 2 min 09 s 01                  |
| 1982 hiver  | Toulouse                            | Frédéric Delcourt                       | 1964      | 18    | Cercle des nageurs de Marseille           | 2 min 08 s 96 RF               |
| 1982 été    | Megève                              | Frédéric Delcourt                       | 1964      | 18    | Cercle des nageurs de Marseille           | 2 min 09 s 23                  |
| 1983 hiver  | Tours                               | Bruno Lesaffre                          |           |       | Roubaix Natation                          | 2 min 08 s 29 RF               |
| 1983 été    | Bordeaux                            | Frédéric Delcourt                       | 1964      | 19    | Cercle des nageurs de Marseille           | 2 min 08 s 61                  |
| 1984 hiver  | Strasbourg                          | Bruno Lesaffre                          |           |       | Roubaix Natation                          | 2 min 08 s 23                  |
| 1984 été    | Paris Georges Vallerey              | Nicolas Granger                         |           |       | USM Romilly                               | 2 min 09 s 81                  |
| 1985 hiver  | Aix-en-Provence                     | Bruno Lesaffre                          |           |       | Roubaix Natation                          | 2 min 09 s 19                  |
| 1985 été    | Dunkerque                           | Nicolas Granger                         |           |       | USM Romilly                               | 2 min 07 s 75 RF               |
| 1986 hiver  | Rennes                              | Bruno Gutzeit                           | 1966      | 20    | Dauphins du TOEC                          | 2 min 06 s 27                  |
| 1986 été    | Millau                              | Bruno Gutzeit                           | 1966      | 20    | Dauphins du TOEC                          | 2 min 05 s 89 RF               |
| 1987 hiver  | Mulhouse                            | Bruno Gutzeit                           | 1966      | 21    | Dauphins du TOEC                          | 2 min 05 s 72 RF               |
| 1987 été    | Strasbourg                          | Bruno Gutzeit                           | 1966      | 21    | Dauphins du TOEC                          | 2 min 05 s 52 RF               |
| 1988 hiver  | Vittel                              | Laurent Journet                         | 1970      | 18    | Villeparisis Natation                     | 2 min 05 s 85                  |
| 1988 été    | Dunkerque                           | Christophe Bordeau                      | 1968      | 20    | Enfants de Neptune de Tours               | 2 min 03 s 99 RF               |
| 1989 hiver  | Forbach                             | Frédéric Lefèvre                        | 1970      | 19    | Stade poitevin                            | 2 min 04 s 53                  |
| 1989 été    | Paris Georges Vallerey              | Frédéric Lefèvre                        | 1970      | 19    | Stade poitevin                            | 2 min 04 s 35                  |
| 1990 hiver  | La Rochelle                         | Frédéric Lefèvre                        | 1970      | 20    | Stade poitevin                            | 2 min 02 s 83 RF               |
| 1990 été    | Narbonne                            | Frédéric Lefèvre                        | 1970      | 20    | Stade poitevin                            | 2 min 02 s 70 RF               |
| 1991 hiver  | Saint-Étienne                       | Frédéric Lefèvre                        | 1970      | 21    | Stade poitevin                            | 2 min 04 s 50                  |
| 1991 été    | Millau                              | Xavier Marchand                         | 1973      | 18    | Racing Club de France                     | 2 min 05 s 51                  |
| 1992 hiver  | Dunkerque                           | Frédéric Lefèvre                        | 1970      | 22    | Stade poitevin                            | 2 min 02 s 86                  |
| 1992 été    | Mennecy                             | Xavier Marchand                         | 1973      | 19    | Racing Club de France                     | 2 min 04 s 12                  |
| 1993 hiver  | Mennecy                             | Frédéric Lefèvre                        | 1970      | 23    | Stade poitevin                            | 2 min 03 s 78                  |
| 1993 été    | Paris Georges Vallerey              | Jean-Lionel Rey                         |           |       | Racing Club de France                     | 2 min 06 s 69                  |
| 1994 hiver  | Lille                               | Xavier Marchand                         | 1973      | 21    | Racing Club de France                     | 2 min 03 s 14                  |
| 1994 été    | Aix-les-Bains                       | Xavier Marchand                         | 1973      | 21    | Racing Club de France                     | 2 min 06 s 47                  |
| 1995 hiver  | Mennecy                             | Xavier Marchand                         | 1973      | 22    | ES Massy                                  | 2 min 02 s 72                  |
| 1995 été    | Canet-en-Roussillon                 | Frédéric Lefèvre                        | 1970      | 25    | Stade poitevin                            | 2 min 05 s 63                  |
| 1996 hiver  | Dunkerque                           | Xavier Marchand                         | 1973      | 23    | ES Massy                                  | 2 min 02 s 91                  |
| 1996 été    | Montpellier                         | Xavier Marchand                         | 1973      | 24    | ES Massy                                  | 2 min 05 s 65                  |
| 1997        | Mennecy                             | Xavier Marchand                         | 1973      | 24    | Dauphins du TOEC                          | 2 min 01 s 80 RF               |
| 1998        | Amiens                              | Xavier Marchand                         | 1973      | 25    | Dauphins du TOEC                          | 2 min 02 s 92                  |
| 1999        | Dunkerque                           | Xavier Marchand                         | 1973      | 26    | Dauphins du TOEC                          | 2 min 02 s 66                  |
| 2000        | Rennes                              | Xavier Marchand                         | 1973      | 27    | Dauphins du TOEC                          | 2 min 02 s 37                  |
| 2001        | Chamalières                         | Xavier Marchand                         | 1973      | 28    | Dauphins du TOEC                          | 2 min 03 s 64                  |
| 2002        | Chalon-sur-Saône                    | Xavier Marchand                         | 1973      | 29    | Dauphins du TOEC                          | 2 min 03 s 54                  |
| 2003        | Saint-Étienne                       | Xavier Marchand                         | 1973      | 30    | Dauphins du TOEC                          | 2 min 02 s 89                  |
| 2004        | Dunkerque                           | Adrian Turner (open) Nicolas Rostoucher | 1977 1981 | 27 23 | Royaume-Uni Mulhouse Olympic Natation     | 2 min 02 s 37 2 min 03 s 60    |
| 2005        | Nancy                               | Nicolas Rostoucher                      | 1981      | 24    | Mulhouse Olympic Natation                 | 2 min 03 s 38                  |
| 2006        | Tours                               | Yannick Bignon                          | 1981      | 25    | Dauphins Obernai                          | 2 min 03 s 89                  |
| 2007        | Saint-Raphaël                       | Pierre Henri                            | 1983      | 24    | Cercle des nageurs de Melun Val de Seine  | 2 min 02 s 92                  |
| 2008        | Dunkerque                           | Christophe Soulier                      | 1984      | 24    | Montpellier ANUC                          | 2 min 02 s 37                  |
| 2009        | Montpellier                         | Darian Townsend Fabien Horth            | 1984 1985 | 25 24 | Afrique du Sud Acqua Club Pontault-Roissy | 1 min 58 s 85 1 min 59 s 58 RF |
| 2010        | Saint-Raphaël                       | Arnaud Rondan                           | 1988      | 22    | Nautic Club Nîmes                         | 2 min 03 s 98                  |
| 2011        | Strasbourg                          | Bradley Ally Ganesh Pedurand            | 1986 1992 | 25 19 | Barbade Dauphins du TOEC                  | 2 min 00 s 90 2 min 03 s 31    |
| 2012        | Dunkerque                           | Guillaume Strohmeyer                    | 1985      | 27    | Olympic Nice Natation                     | 2 min 03 s 00                  |
| 2013        | Rennes                              | Jérémy Stravius                         | 1988      | 25    | Amiens Métropole Natation                 | 1 min 57 s 89 RF               |
| 2014        | Chartres                            | David Verraszto Ganesh Pedurand         | 1988 1992 | 26 22 | Dauphins du TOEC                          | 1 min 59 s 92 2 min 02 s 50    |